# 交響曲第7番 (リース)
交響曲第7番 イ短調 作品181（こうきょうきょくだい7ばん いたんちょう さくひん181）は、1835年にフェルディナント・リースが作曲した最後の交響曲である。

## 楽曲構成
第1楽章：Allegro con spirito
第2楽章：Larghetto con moto
第3楽章：Scherzo Allegro non troppo
第4楽章：Largo–Finale: Allegro vivace
| サブスタブ | この項目は、まだ閲覧者の調べものの参照としては役立たない、書きかけの項目です。この項目を加筆・訂正などしてくださる協力者を求めています。このテンプレートは分野別のサブスタブテンプレートやスタブテンプレート（Wikipedia:分野別のスタブテンプレート参照）に変更することが望まれています。 |